# I-75/I-175
I-75/I-175 — підводний човен Імперського флоту Японії, який взяв участь у бойових діях Другої світової війни. Споруджений як І-75, корабель 20 травня 1942-го був перейменований на І-175, щоб звільнити нумерацію для нових крейсерських підводних човнів (так само вчинили щодо всіх субмарин KD типів).

## Історія служби

### Довоєнна служба
Корабель, який спорудили у 1938 році на верфі компанії Mitsubishi у Кобе, належав до типу KD6 (підтип KD6B).
Станом на момент вступу Японії у Другу світову війну І-75 належав до 11-ї дивізії підводних човнів.

### Перший похід
11—20 листопада 1941-го в межах підготовки до війни з США І-75 перейшов з японського порту Саєкі (острів Кюсю) на атол Кваджелейн (Маршаллові острови), а 23 листопада вирушив до Гавайських островів. 7 грудня, в день атаки на Перл-Гарбор, човен мав завдання діяти за кілька десятків кілометрів на південний захід від острова Оаху.
15 грудня 1941-го незадовго перед світанком І-75 обстріляв гавань Кахулуї (північно-західне узбережжя острова Мауї) зі своєї палубної гармати. Він випустив 16 снарядів, два з яких завдали пошкоджень місцевому консервному підприємству. 17 грудня 1941-го в районі дещо менш ніж за дві сотні кілометрів від острова Гаваї човен поцілив однією торпедою та потопив торгове судно Manini (3545 GRT), яке прямувало до Сан-Франциско.
24 грудня 1941-го, вже на шляху до бази, І-75 випустив 12 снарядів по атолу Пальміра (1600 км на південний захід від острова Гаваї), при цьому одного влучання зазнав земснаряд Sacramento. Розміщена на острові 127-мм батарея відкрила вогонь у відповідь і примусила човен зануритись. 31 грудня І-75 повернувся на Кваджелейн.
12 січня човен 1942-го попрямував до атола Мідвей, а 19 лютого прибув до японського порту Йокосука.

### Другий похід
15 квітня 1942-го І-75 полишив Японію, витратив певний час на бойове патрулювання в Тихому океані, а 10 травня прибув на Кваджелейн.

### Третій похід
20 травня човен уже як І-175 рушив з бази на Кваджелейні для участі в операції К-2 — повітряній розвідці Перл-Гарбору перед атакою на Мідвей. Човен мав патрулювати в районі за півтори сотні кілометрів на південний захід від Оаху та повідомляти про погодні умови. Втім, через вжиті американцями додаткові заходи протичовнової оборони на заході Гавайського архіпелагу операцію скасували.
Після катастрофи японського флоту під Мідвеєм І-175 ще певний час залишався в морі, а 20 червня завершив похід на Кваджелейні.

### Четвертий похід
8 липня 1942-го човен вирушив для бойового патрулювання біля східного узбережжя Австралії. 20 числа він прибув у район Сіднею, а 23 липня за пів сотні кілометрів на схід від Ньюкаслу І-175 поцілив торпедою австралійське судно Allara, яке прямувало з вантажем цукру. Екіпаж спершу полишив пошкоджений корабель, проте він не затонув і в підсумку був приведений на буксирі до порту (можливо відзначити, що Allara переживе війну). Наступної доби за півтори сотні кілометрів на північний схід від Ньюкасла човен торпедував ще одне торгове судно Murada, але і воно не затонуло (та пережило війну).
26 липня 1942-го І-175 був без успіху атакований глибинними бомбами корветом HMAS Cairns, а 28 липня човен нарешті досяг першої повноцінної перемоги в австралійських водах, коли майже за три сотні кілометрів на північний схід від Ньюкасла торпедував та потопив французьке транспортне судно Gagou (2795 GRT), яке прямувало з вантажем нікелевої руди.
3 серпня 1942-го поблизу Моруя (дві сотні кілометрів на південь від Сіднею) І-175 обстріляв артилерією та потопив траулер Dureenbee (233 GRT).
7 серпня 1942-го союзники висадились на сході Соломонових островів, що започаткувало шестимісячну битву за Гуадалканал. Як наслідок, І-175 дістав наказ іти в район острова Сан-Крістобаль (лежить на схід від Гуадалканалу). 12 серпня, коли човен перебував приблизно посередині між Сан-Крістобалем і Еспіриту-Санто (острів на півночі Новогебридського архіпелагу) та був у надводному положенні, його атакували й завдали певних пошкоджень два бомбардувальники з авіаносця «Саратога». Після цього в район виявлення ворожої субмарини спрямували два есмінці зі складу ескорту авіаносного угруповання, які тримали І-175 під водою до темноти.
17 серпня човен прибув до Рабаулу (головна передова база в архіпелазі Бісмарка, з якої здійснювались операції на Соломонових островах та сході Нової Гвінеї) для короткотермінового ремонту.

### П'ятий похід
Вже 22 серпня 1942-го І-175 рушив до зони бойових дій. У цьому поході він не зміг поповнити свій рахунок, а 21 вересня прибув на атол Трук у центральній частині Каролінських островів (тут ще до війни створили потужну базу японського ВМФ, з якої до лютого 1944-го провадились операції у цілому ряді архіпелагів).

### Шостий похід
16 жовтня 1942-го І-175 попрямував для бойового патрулювання в районі Соломонових островів, де й цього разу не досягнув якихось результатів.
19 листопада човен повернувся на Трук, а вже наступної доби зазнав тут певних пошкоджень при зіткненні з танкером «Ніссін-Мару». 27 листопада човен попрямував у Японію, куди прибув на початку грудня та став на ремонт.

### Сьомий похід
17 травня 1943-го І-175 попрямував з Куре на Алеути, де торік японці захопили два острови — Атту та Киску. Тоді американці вже почали операцію з повернення Атту, а Киска перебував у транспортній блокаді та постачався підводними човнами. 6 червня І-75 доправив сюди 15 тонн амуніції та продовольства і прийняв на борт 60 пасажирів, після чого 10 червня прибув на Парамушир (Курильські острови). 13 червня 1943-го човен знову вийшов у море, 17 числа був на Кисці, а 20 червня повернувся до Парамуширу.

### Восьмий похід
24 червня 1943-го І-175 рушив для бойового патрулювання південніше від острова Амчитка (лежить за сотню кілометрів на південний схід від Киски), проте не досяг у цьому поході якихось результатів. 10 серпня човен прибув до Куре (за два тижні до того японці евакуювали свій гарнізон з Киски).
19—25 вересня 1943-го І-175 пройшов на Трук.

### Дев'ятий похід
16 жовтня 1943-го І-175 попрямував до визначеної йому зони дій у районі острова Уейк. 20 жовтня він дістав наказ разом зі ще чотирма підводними човнами перехопити великий конвой, виявлений південніше від Гавайських островів. Втім, досягнути якогось успіху в цьому завданні І-175 не зміг (так само, як і решта човнів групи).
19 листопада американці розпочали операцію по оволодінню островами Гілберта. І-169, який уже був на зворотному шляху до Труку, дістав наказ рухатись для протидії ворожим силам у районі острова Макін (взагалі, японське командування не наважилось ввести в бій надводні кораблі, проте вислало до островів Гілберта цілий ряд підводних човнів). Вночі 24 листопада І-175 уже перебував неподалік від Макіну, при цьому був виявлений радаром ворожого лінкора, але вчасно занурився.
Невдовзі І-175 зміг зайняти позицію для атаки на американський ескортний авіаносець «Лайском Бей». Одна з чотирьох випущених човном торпед поцілила цей корабель та викликала детонацію складу бомб, що призвело до руйнації кормової частини корабля. Доволі швидко «Лайском Бей» затонув разом з 23 літаками, при цьому загинуло 644 члени екіпажу (ще 272 врятували есмінці охорони).
Проти І-175 розпочали серію контратак глибинними бомбами, при цьому на самому човні нарахували 34 скинуті заряди, 6 з яких вибухнули доволі близько. І-175 зазнав певних пошкоджень і не міг занурюватися на велику глибину, проте 27 листопада 1941-го добрався до Кваджелейну, а 1 грудня повернувся на Трук.

### Десятий похід
27 січня 1944-го І-175 вирушив для бойового патрулювання в районі на північний схід від Маршаллових островів. За кілька діб американці розпочали операцію для здобуття цього архіпелагу під контроль і човен перенаправили в район атола Вотьє.
Надвечір 3 лютого 1944-го в районі Вотьє лінкор «Нью-Джерсі» встановив радарний контакт із ціллю на великій (близько 20 км) дистанції. Есмінець «Шарет» дістав наказ відокремитись від ескорту та прямувати до району можливого перебування ворожого корабля. Хоча через певний час човен занурився, Charrette зміг виявити його сонаром. За кілька хвилин після опівночі есмінець скинув серію глибинних бомб, після чого сонарний контакт втратили. До місця бою також підійшов ескортний міноносець «Фейр», який своєю чергою скинув глибинні бомби. Вважається, що саме ці атаки стали причиною загибелі І-175 разом з усім екіпажем зі 100 осіб. Втім, за іншою версією, І-175 був потоплений есмінцем «Ніклас» 17 лютого в районі на північний захід від Маршаллових островів.

## Бойовий рахунок
| Дата       | Назва      | Тип                  | Тоннаж | Місце                                      |
| 17.12.1941 | Manini     | вантажне             | 3545   | 17°46'N 157°03'W                           |
| 28.07.1942 | Gagou      | вантажне             | 2795   | на північний схід від Ньюкасла (Австралія) |
| 03.08.1942 | Dureenbee  | траулер              | 233    | південніше від Сіднея                      |
| 24.11.1943 | Liscom Bay | ескортний авіаносець | 8188   | 2°34'N 172°30'W                            |